# Ehlscheid
Ehlscheid ist eine Ortsgemeinde im Landkreis Neuwied im Norden von Rheinland-Pfalz. Sie gehört der Verbandsgemeinde Rengsdorf-Waldbreitbach an.

## Geographie
Der Ort liegt im Naturpark Rhein-Westerwald, oberhalb des Neuwieder Beckens.
Zu Ehlscheid gehören auch die Wohnplätze Forsthaus Gommerscheid, Hof Talblick und Talhof.

## Geschichte
Ehlscheid wurde im Jahre 1311 erstmals urkundlich erwähnt.
Ehlscheid wurde im Jahr 1905 an das Telefonnetz und 1912 an das Stromnetz angeschlossen. 1957 begann man mit finanzieller Unterstützung örtlicher Hotels den Bau eines Freibades im Laubachtal.
Die Anerkennung als Luftkurort erfolgte 1963, das Prädikat Heilklimatischer Luftkurort wurde 1992 erteilt. Aufgrund rückläufiger Übernachtungszahlen haben mehrere Hotels in den letzten Jahren schließen müssen. Aufgrund der allgemein rückläufigen Übernachtungszahlen verbunden auch mit einem Rückgang der Kurmöglichkeiten im Ort wurde seitens der Gemeinde beschlossen, das Prädikat „Heilklimatischer Luftkurort“ zurückzugeben.
Statistik zur Einwohnerentwicklung
Die Entwicklung der Einwohnerzahl von Ehlscheid (Erstwohnsitz), die Werte von 1871 bis 1987 beruhen auf Volkszählungen:
| Jahr | Einwohner |
| ---- | --------- |
| 1815 | 165       |
| 1835 | 244       |
| 1871 | 274       |
| 1905 | 261       |
| 1939 | 316       |
| 1950 | 371       |
| 1961 | 466       |

| Jahr | Einwohner |
| ---- | --------- |
| 1970 | 638       |
| 1987 | 1.087     |
| 2007 | 1.312     |
| 2011 | 1.294     |
| 2017 | 1.468     |
| 2022 | 1.550     |

## Religion
Ehlscheid gehört zum Kirchspiel Rengsdorf. Da der Ort zur Grafschaft Wied, vgl. Hermann V. von Wied, gehörte, waren die Einwohner nach der Reformation auf Grund des Augsburger Reichs- und Religionsfriedens bis zum 20. Jahrhundert evangelisch. Eine Religionsgrenze trennte fortan Ehlscheid vom benachbarten kurkölnischen Kurtscheid. Erst nach dem Zweiten Weltkrieg zogen auch in nennenswertem Umfang Katholiken zu.

## Politik

### Bürgermeister
Ingelore Runkel (Wählergruppe Runkel) wurde am 21. August 2019 Ortsbürgermeisterin von Ehlscheid. Bei der Direktwahl am 26. Mai 2019 war sie mit einem Stimmenanteil von 78,00 % für fünf Jahre gewählt worden. Runkel ist Nachfolgerin von Norbert Lück (CDU), der nach zehn Jahren im Amt nicht erneut kandidiert hatte. Sie wurde im Juni 2024 wiedergewählt.

### Wappen
| Wappen von Ehlscheid | Blasonierung: „Der Wappenschild, gespalten durch eine eingebogene Spitze, darin über einem überdachten, goldenen Ziehbrunnen eine goldene Ähre, die rechts und links von je einem silbernen Eichenblatt begleitet ist; vorn in Gold vier rote Schrägbalken, hinten von Silber und Rot gerautet.“ |
| Wappen von Ehlscheid | |

## Kultur und Sehenswürdigkeiten

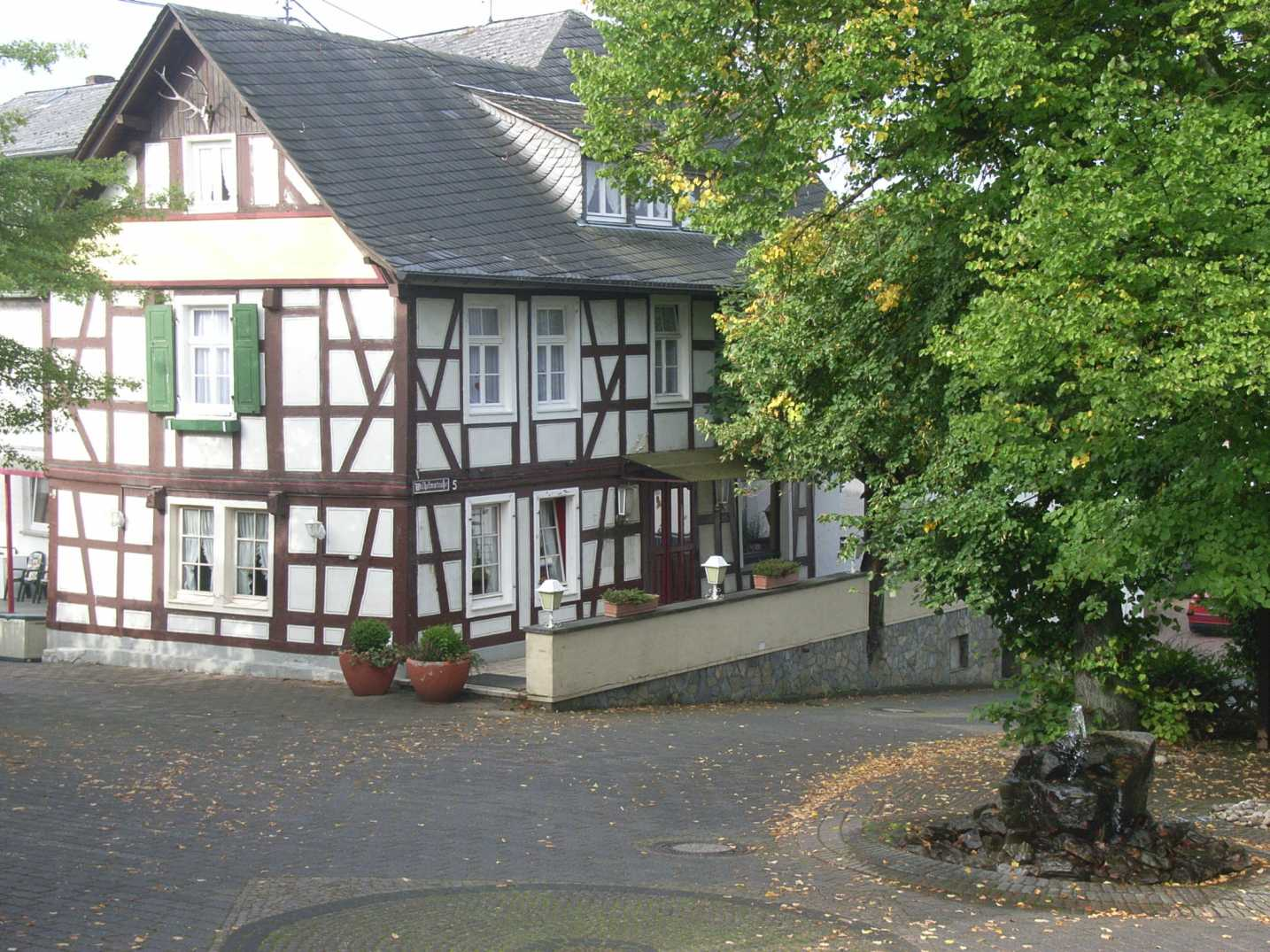
Ehemaliges Gasthaus Krug zum grünen Kranze

### Bauwerke
- Westerwälder Fachwerkhaus

### Naturdenkmäler
- Kaisereiche von 1871

### Regelmäßige Veranstaltungen
- Karnevalssitzung und Kinderkarneval des Möhnenverein 1989 Ehlscheid e. V.
- Sommerfest des Männergesangvereins, Frauenchor und Dorf- und Heimatverein Ehlscheid e. V.
- Waldfest des Möhnenverein 1989 Ehlscheid e. V. im August
- Kirmes des Burschenvereins als Dorffest im September

### Kulinarische Spezialitäten
Döppekooche, „Heinzelmännchen“: kleine Blutwurst oder Pfälzer Leberwurstkringel, Panhas

## Wirtschaft und Infrastruktur

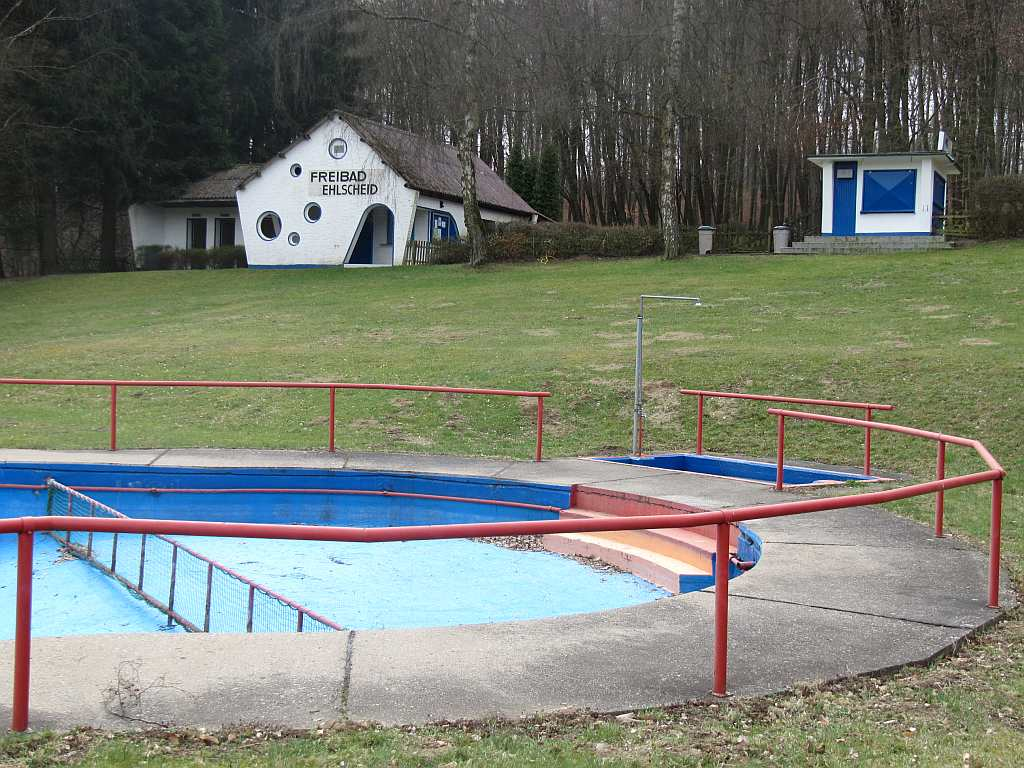
Ehemaliges Freibad

### Freizeitangebote
- Das Freibad im Laubachtal wurde 1958 eingeweiht und besaß ein 15-mal-25-Meter-Becken. 2012 musste es wegen baulicher Schäden geschlossen werden. Das Freibad wurde 2016 zugeschüttet.
- Mehrzweckhalle und Sportplatz
- Wanderwege: Der Klosterweg stellt die Verbindung zwischen Westerwaldsteig und Rheinsteig dar. Über die Zuwegung zum Rheinsteig ist man schon nach 1,7 km am Ziel, vorbei an einigen Aussichtspunkten.

### Verkehr
- Östlich der Gemeinde verläuft die B 256, die von Neuwied nach Altenkirchen führt.
- Die nächste Autobahnanschlussstelle ist Neuwied an der A 3.
- Der nächstgelegene Bahnhof ist der Bahnhof Neuwied, die nächsten ICE-Bahnhöfe sind der Hauptbahnhof Koblenz und der Bahnhof Montabaur an der Schnellfahrstrecke Köln-Rhein/Main.

Ortsansicht
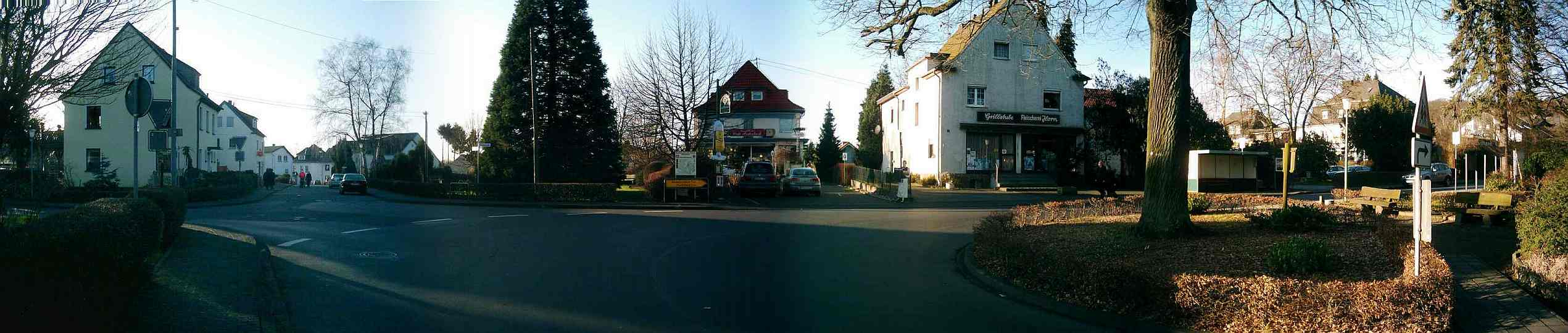
Ortszentrum Ecke Parkstraße/Wiedstraße